# Hygrophoropsis aurantiaca
Hygrophoropsis aurantiaca é um fungo que pertence ao gênero de cogumelos Hygrophoropsis na ordem Boletales.